# Alexei Iwanowitsch Markuschewitsch
Alexei Iwanowitsch Markuschewitsch (russisch Алексей Иванович Маркушевич, wiss. Transliteration Aleksej Ivanovič Markuševič; * 20. Märzjul. / 2. April 1908greg. in Petrosawodsk; † 7. Juni 1979 in Moskau) war ein sowjetischer Mathematiker und Mathematikhistoriker.

## Leben
Markuschewitsch besuchte bis 1930 die Universität in Taschkent, bis 1934 erhielt er eine Aspirantur an der Lomonossow-Universität in Moskau unter Michail Alexejewitsch Lawrentjew und wurde dort promoviert. Dort lehrte er ab 1935, von 1946 bis zu seinem Tod 1979 als Professor.
Sein Spezialgebiet war die Theorie der Analytischen Funktionen, hierüber verfasste er auch eine Reihe mathematikhistorischer Arbeiten.
Darüber hinaus beschäftigte er sich mit der Ausbildung von Mathematiklehrern und der mathematischen Schulbildung, arbeitete dabei auch an entsprechenden Schulbüchern mit. 1945 wurde er in die Russische Akademie der Pädagogischen Wissenschaften als korrespondierendes Mitglied aufgenommen.
1958 bis 1963 war Markuschewitsch Vizeminister für Erziehung der Russischen Sozialistischen Föderativen Sowjetrepublik (RSFSR). Zuvor war er schon von 1950 bis 1958 Vizepräsident der Akademie für Pädagogische Wissenschaften der RSFSR und von 1964 bis 1976 Vizepräsident der entsprechenden sowjetischen Akademie der Pädagogischen Wissenschaften.
1978 war er Invited Speaker auf dem  Internationalen Mathematikerkongress in Helsinki.

## Schriften
- Herausgeber mit Pawel Alexandrow u. a. Enzyklopädie der Elementarmathematik. 5 Bände (= Hochschulbücher für Mathematik, Bd. 7–11). Deutscher Verlag der Wissenschaften, Berlin 1977–1980 (erste Auflage 1956).
- Entire Functions. American Elsevier, 1966.
- Introduction to the Classical Theory of Abelian Functions. AMS, Providence 1992.
- Theory of functions of a complex variable. 2 Bände. Prentice-Hall, 1965.
- Komplexe Zahlen und konforme Abbildungen. 2. Auflage. Deutscher Verlag der Wissenschaften, Berlin 1965.
- Rekursive Folgen. 4. Auflage. Berlin 1977.
- Die Arbeiten von C. F. Gauß über Funktionentheorie. In: Hans Reichardt (Hrsg.): C. F. Gauss. Gedenkband anlässlich des 100. Todestages am 23. Februar 1955. Teubner, Leipzig 1957, S. 151–182.
- Skizzen zur Geschichte der analytischen Funktionen (= Hochschulbücher für Mathematik. Bd. 16). Deutscher Verlag der Wissenschaften, Berlin 1955.
- A. N. Kolmogorov, A. P. Juschkewitsch (Hrsg.), B. L. Laptew, B. A. Rosenfeld, A. I. Markuschewitsch: Mathematics of the 19th Century. Geometry, analytic function theory. Birkhäuser, Basel 1996. Er verfasste darin den Abschnitt Analytic Function Theory.
- Bemerkenswerte Kurven. Deutscher Verlag der Wissenschaften, Berlin 1954.
- Flächeninhalte und Logarithmen (= Mathematische Schülerbücherei. Bd. 43). Deutscher Verlag der Wissenschaften, Berlin 1955.